# North American Review

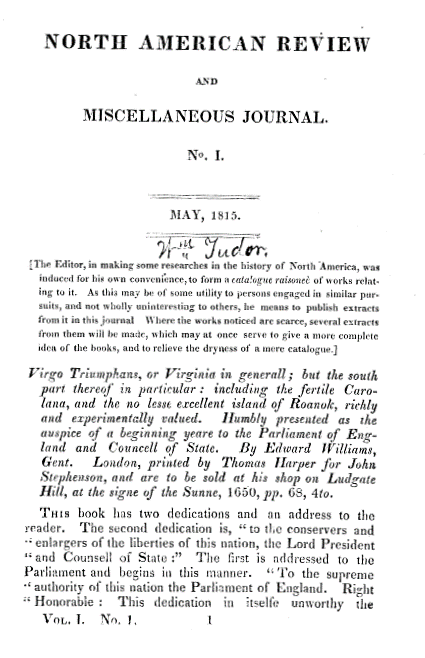
Página de la North American Review.

The North American Review (NAR) fue la primera revista literaria de los Estados Unidos. Fundada en Boston en 1815, se publicó de forma continuada hasta 1940, en la que fue suspendida su publicación debido a la Segunda Guerra Mundial. La publicación volvió a publicarse en 1964 en el Cornell College (Iowa). Desde 1968 la Universidad de Iowa Norte (Cedar Falls) ha sido la sede de la publicación. Los archivos de los artículos del siglo XIX están disponibles gratis a través del programa Making of America de la Universidad Cornell.
Hasta que apareció Atlantic Monthly en 1857, la North American Review fue la más reputada publicación de Nueva Inglaterra y probablemente de todos los Estados Unidos. Sin embargo, y a pesar de su impacto en las instituciones y en la literatura americana, no superó nunca los 3.000 suscriptores.
Su primer editor, William Tudor, y otros cofundadores eran miembros del Anthology Club, y lanzaron The North American Review para amparar la genuina cultura americana. En sus primeros tiempos publicó poesía, ficción y ensayos diversos con periodicidad bimestral, pero en 1818 pasó a tener una frecuencia trimestral con contenidos más enfocados a mejorar la sociedad y elevar la cultura. La Review promovió la mejora de la educación pública y de la administración, con reformas para las escuelas secundarias, la formación profesional sólida de médicos y juristas, y la rehabilitación de presos de la penitenciaría del estado.
Entre sus editores y colaboradores se encuentran literatos y políticos de Nueva Inglaterra, tales como John Adams, George Bancroft, Nathaniel Bowditch, William Cullen Bryant, Lewis Cass, Edward T. Channing, Caleb Cushing, Richard Henry Dana, Alexander Hill Everett, Edward Everett, Jared Sparks, George Ticknor, Gulian C. Verplanck y Daniel Webster.